# Adamów (powiat węgrowski)
Adamów – wieś w Polsce położona w województwie mazowieckim, w powiecie węgrowskim, w gminie Wierzbno.
Sołectwo Adamów-Natolin tworzą wsie Admów i Natolin
Wierni Kościoła rzymskokatolickiego należą do parafii Trójcy Świętej w Wiśniewie lub do parafii św. Stanisława Biskupa Męczennika w Czerwonce Liwskiej.
W latach 1975–1998 miejscowość należała administracyjnie do województwa siedleckiego.